# バーブラ・ストライサンド
バーブラ・ストライサンド（Barbra Streisand、本名Barbara Joan Streisand, 1942年4月24日 - ）は、アメリカ合衆国の歌手、女優、作曲家、映画プロデューサー、映画監督。
ニューヨークのブルックリンで育つ。1962年に歌手としてデビュー。代表曲は「ピープル」、「追憶」等。女優としても活躍し、自身の映画出演作の主題歌を歌ったり、楽曲の提供などもしている。
アカデミー賞は、『ファニー・ガール』で主演女優賞を、『スター誕生』で作曲家としてアカデミー歌曲賞と2度受賞している。また、複数のエミー賞、グラミー賞、ゴールデングローブ賞、およびトニー賞を受賞している。
映画監督としては『愛のイエントル』でデビュー。主演・脚本・製作、そして主題歌と5役を務めた。『サウス・キャロライナ/愛と追憶の彼方』はアカデミー賞の作品賞で候補にあがったが、彼女は監督賞候補にならなかった。

## 来歴

### 少女時代
米国ニューヨーク市のウィリアムズバーグでユダヤ系のロシア人の家族のもとに生まれ、バーバラ・ジョアン・ストライサンド（Barbara Joan Streisand）と名づけられた彼女は、生後まもなくしてブルックリンへと引っ越す。グラマースクールで文法学の教師をしていた父親のエマニュエルは、彼女が生後わずか15ヶ月のときに亡くなり、継父のルイス・カインド（中古車セールスマン。1949年に母アイダと結婚）と彼女は不穏な関係であった（精神的な虐待）。母親のダイアナ・アイダ・ローゼンはバーブラが魅力的ではないと感じ、娘にショービジネスを勧めることはなかった。この事が、バーブラが長年、エンターテイメント界での数々の成功にもかかわらず自分の容姿にコンプレックスを持ち続けた理由ではないかとされている。
1959年、エラスムス・ホール高校を4番目の成績で卒業。高校ではニール・ダイアモンドと共に合唱部に所属していた。大学へは進学していない。
ストライサンドは、「育ったときはそこ（ブルックリン）は嫌いだったけれど、今はわたしのルーツから力をもらっていると感じる」と述べている（2006年10月17日のトロントコンサートで）。

### 初期のエンターテイメント活動

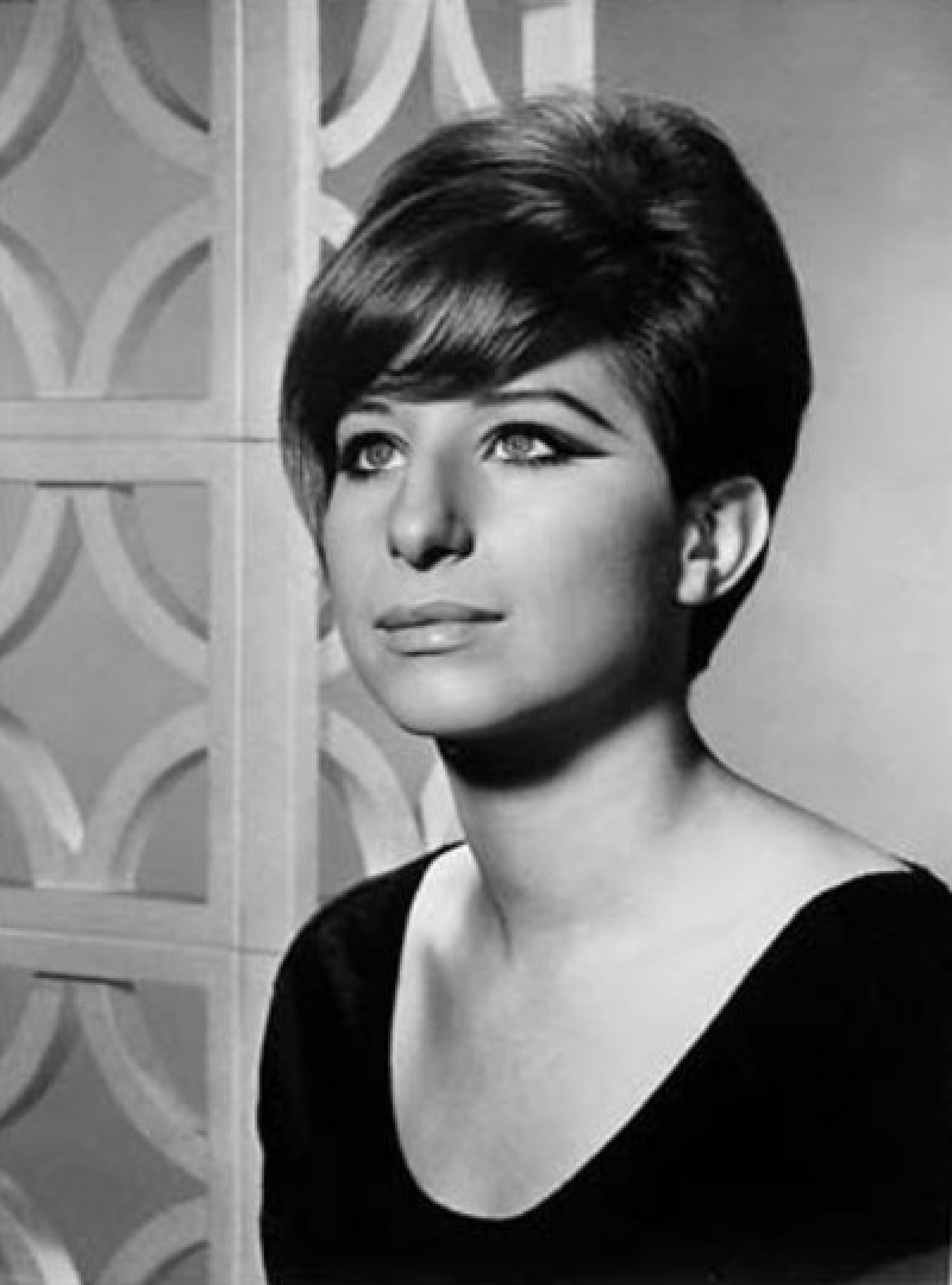
1967年

10代の頃にナイトクラブで歌手としてデビュー。しかし本来は女優志望で、数々のオフ・オフ・ブロードウェイ演劇に出演していた。当時野心的だった女優ジョーン・リバーズと競演したこともある。ボーイフレンドだったバリー・デネンがクラブで働くように支援したため、1960年、マンハッタンにあるゲイバーで演じたことにより、歌手として成功をおさめた。それと同時期に、ユニークさを出したいと考えたストライサンドは自身の名前をバーブラ（Barbra）に縮めている。
1962年にはミュージカル『あなたには卸値で』でブロードウェイに出演し、その後コロムビア・レコードと契約を結んだ。彼女のデビューアルバム『ザ・バーブラ・ストライサンド・アルバム』は1963年に2つのグラミー賞を受賞した。その後、彼女の人気は低迷することなく、デビュー作から3作目までが同時にビルボードのポップ・アルバム部門のトップテンに入った。当時はロックンロールやビートルズがヒットチャートの大半を占めていたことから、彼女の功績は異例の快挙だと見なされた。
ファニー・ブライスの生涯を題材にした、ジュール・スタインとボブ・メリルの音楽による1964年の『ファニー・ガール』は、『あなたには卸値で』におけるストライサンドのパフォーマンスを見たスタインが彼女のために制作したブロードウェイ・ミュージカルである。しかしショーのプロデューサー、レイ・スタークの妻だったブライスの娘は、ストライサンドをキャスティングするのを強く反対し、彼女よりキャロル・バーネットのほうを好んだという。
テレビ出演も多く果たしたストライサンドは、米国のCBSチャンネルで多くのスペシャル番組に出演。特に最初のスペシャル番組であった1965年の『マイ・ネーム・イズ・バーブラ』は多くのファンや評論家によって賞賛された。
ストライサンドは1967年以降舞台には出演せず、1970年代から1990年代前半にかけてはコンサート活動からも遠ざかった。これはユダヤ系アメリカ人として政治的な姿勢を明確に表明していた彼女への脅迫行為が多発していたためで、以降彼女はレコードと映画を活動の中心とした。

### 歌手としてのキャリア

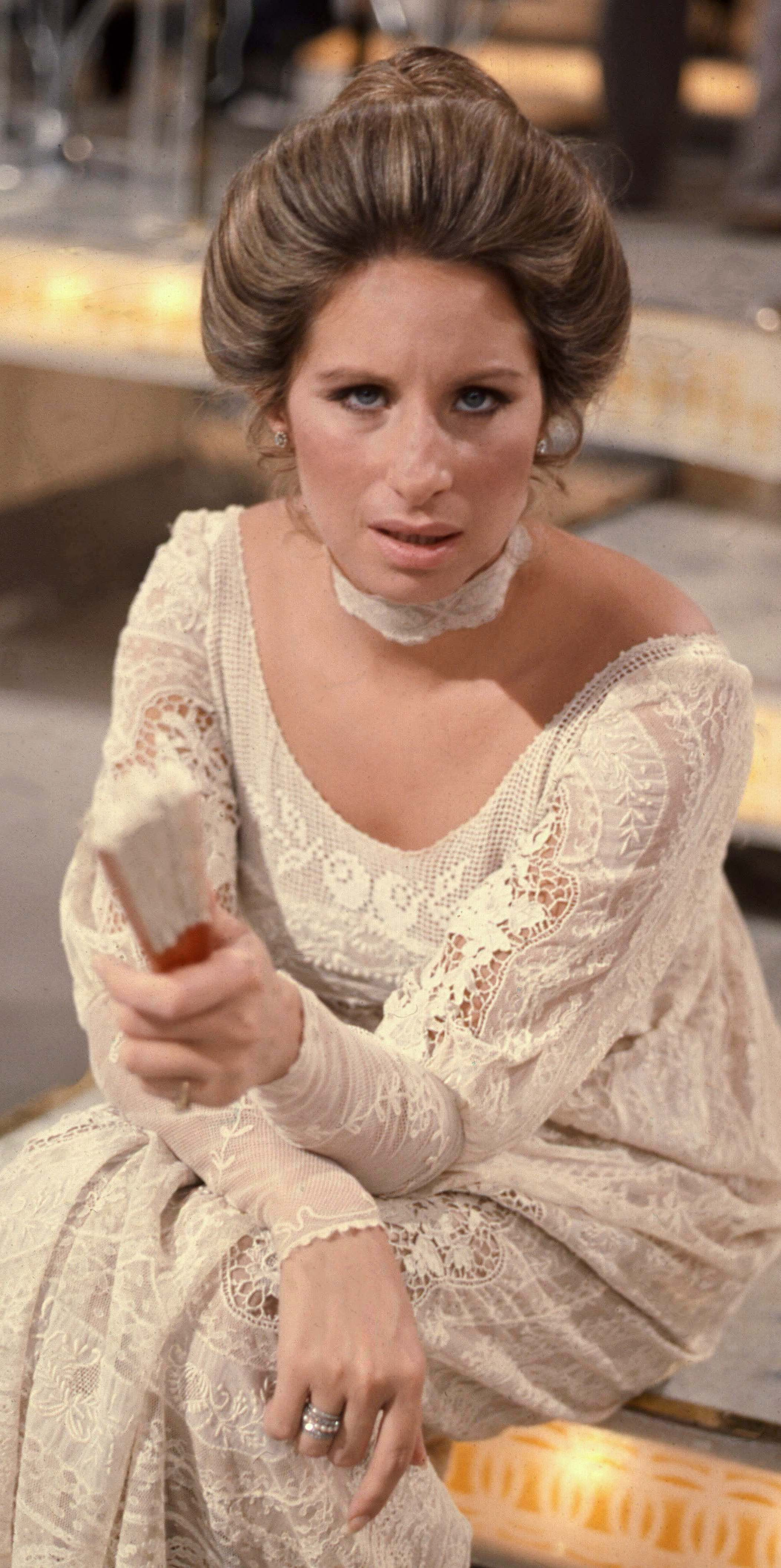
1973年

バーブラ・ストライサンドは60作以上のアルバムを録音しているが、その殆どがコロムビア・レコード・レーベルから発売されたものである。1960年代に発表された初期の作品は、アイロニックで見事な「幸せの日は再び」をはじめとする劇場やナイトクラブで歌われるスタンダード曲を主とした古典的な表現に徹した作品だと考えられている。
1969年からは作曲家としても活動をはじめ、ロックへの路線変更を試みて試行錯誤する。最終的にリチャード・ペリーがプロデュースした1971年の『ストーニー・エンド』の成功によって、ポップやバラード志向に定着した。ローラ・ニーロが作曲したこのアルバムの表題作は大きなヒット曲になった。1970年代のあいだ、ストライサンドは「追憶」「スター誕生/愛のテーマ」「ノー・モア・ティアーズ」や「ウーマン・イン・ラヴ」など、主に彼女の映画のサウンドトラックに使用された楽曲でチャートの首位に輝き、ポップチャート上でも際立った存在だった。
1970年代の終わりには、米国で最も成功した女性歌手として認識された。彼女のアルバムのセールスは凄まじく、当時彼女より多くのアルバムを売り上げていたのはエルヴィス・プレスリーとビートルズだけであった。 1982年に、音楽評論家のスティーヴン・ホールデンは彼女を「フランク・シナトラ以来最も影響力のある米国ポップ歌手」と評している。
1980年、ビー・ジーズのバリー・ギブによるプロデュース作「ギルティ」を発売、彼女自身最大のヒットアルバムとなった。グラミー賞も受賞した。
1985年のアルバム『追憶のブロードウェイ』で、ストライサンドは彼女の原点であるミュージカル的な作風に回帰する。このアルバムはビルボードの首位を3週連続キープして3xプラチナとして認証され、思いがけない成功をもたらした。レコーディングのためにスティーヴン・ソンドハイムによって特別に作り直されたミュージカル・ナンバーを収めたこのアルバムは高い評価を受け、グラミー賞で「アルバム・オブ・ザ・イヤー」にノミネートされた。ストライサンド自身も最優秀女性歌手部門において、彼女にとって8度目の同賞を受賞している。
1991年には、『ジャスト・フォー・ザ・レコード』と題された4枚組のCDボックスセットが発売された。このアルバムにはライブ音源やヒット曲、それに初期から1991年までに録音されたレア音源など、70曲以上が収録されている。
1992年ごろは、音楽的成功はストライサンドにとって関心ごとではなかった。ビル・クリントンとの関係から、ニューヨーク・タイムズは彼女を再び「最も有力なエンターテイナー」であると宣言した。ストライサンドが行った資金集めのコンサートは、クリントンをスポットライトに送り込む手助けをした。クリントンがアメリカ合衆国の大統領に就任した際には、ストライサンドが彼を紹介している。
しかしながら、政治活動のためにストライサンドの音楽的キャリアは中断していた。そこで、ツアーが提案され、彼女はそのために2年もの歳月にわたって話し合いを行った。そして、それから1年後の1993年にショー・チューンを集めたアルバム『バック・トゥ・ブロードウェイ』で再び全米チャートの1位を記録すると、同年の9月には27年ぶりのコンサート・ツアーを行うと発表した。この限られたツアーへのチケットは1時間未満で売り切れた。また、主要な雑誌の表紙も飾った彼女のツアーを、『タイム』誌は「世紀の音楽イベント」になると予測した。ツアーは全てのメディアにおいて、史上最も大規模な交渉を生む商品となった。チケットの値段は50ドルから1500ドルへと高騰し、ストライサンドを史上最も高価なパフォーマーにした。ザ・コンサートはその年アメリカ国内で最も高い収益を得たコンサートになり、2つのエミー賞とピーボディ賞を受賞した。HBOでオンエアされた録画放送は、HBOのこれまでの30年以上の歴史の中で最も高視聴率を記録したコンサート特番である。
1999年の大晦日、彼女はコンサートのステージに復帰する。“Timeless”と題された。そして、これまでのラスベガスの歴史における単独での歌手のコンサートとしては、最大級の収益をあげる記録をなしとげた。世紀末の時点で彼女は、デビュー以来各年代で最低2枚1位を記録したアルバムがある、アメリカ最高の女性シンガーであった。ラスベガスでのコンサートのあと、オーストラリア、ロサンゼルスそして、故郷であるニューヨークなどで公演を行うと、彼女は2000年にコンサート活動を停止する。
彼女の近年のアルバムには2001年の『クリスマス・メモリーズ』や、大規模なオーケストラの演奏をバックに有名映画の主題歌を歌ったものを集めた2003年の『ムーヴィー・アルバム』などがある。最新作はバリー・ギブとの共演による『ギルティ』の続編『ギルティ・プレジャーズ』（イギリスでは『ギルティ・トゥー』として発売された）で、2005年に世界発売された。
2006年2月、マリブの自宅でトニー・ベネットと共に「スマイル」を収録。10月4日にフィラデルフィアのワチョビアセンターで始まった6年ぶりのコンサート・ツアーは「ストライサンド：ザ・ツアー」とのみ呼ばれている。スペシャルゲストのイル・ディーヴォがオープニングを勤めた。
2006年10月9日、ニューヨークのマディソン・スクエア・ガーデンでコンサート。ジョージ・W・ブッシュ大統領を揶揄するスキットを披露した。スキットの後で野次を飛ばし続ける一人の観客に対し、ストライサンドは「黙れ」と怒鳴りつけ、後に陳謝したが、「秩序をかき乱すのも芸術家の役割」と付け加えた。
2006年10月30日、同じスキットで、一人のファンがストライサンドにカップを投げつけた。
これに対し、マネージャーのマーティン・エーリッヒマンは「ここは自由の国であり自分の意見を述べる権利がある」と回答した。
2007年、13年ぶりのヨーロッパ・ツアーをロンドン、パリなどで行う。
2009年10月、4年ぶりのアルバム"Love Is The Answer"を発売。（同日発売のマライア・キャリーのアルバムを抑え）、Billboard 200チャートで初登場1位。
2014年9月、デュエット・アルバム『パートナーズ』を発表。Billboard 200チャートで初登場を首位で飾り、自身が持つ女性アーティスト最多記録を10作に更新。さらに、1960年代・1970年代・1980年代・1990年代・2000年代・2010年代の6つの年代で首位を獲得する前人未到の偉業を達成した。
多くのアーティストと同様、ストライサンドは自分の作品について議論することを好まないことで知られる。そして収録が終わるや否や、それは「終わったもの」として忘れてしまうことが多いのだという。彼女は、彼女が歌ってきた多くの歌の題名すら思い出せないと述べている。
一度も来日公演が行われていない大物アーティストの一人である。1977年3月に映画『スター誕生』のプロモーションで来日したが、公演は行わなかった。この時「なぜ来日公演を行わないのか？」という記者の質問に対し、「日本で歌う機会が無いからだ。もしあれば歌いたいのだが・・・」と答えている。

### 映画でのキャリア
彼女の最初の映画は、ブロードウェイでの最初のヒット作『ファニー・ガール』（1968年）の翻案だったが、芸術的、商業的成功を収め、1968年のアカデミー賞最優秀女優賞を、キャサリン・ヘプバーンと共に受賞する。これはオスカー初の引き分けとなった。これに続く2作の映画、ジェリー・ハーマンの『ハロー・ドーリー!』（1969年）とアラン・ジェイ・ラーナーとバートン・レーンの『晴れた日に永遠が見える』（1970年）もミュージカルの翻案であった。4番目の映画はブロードウェイ演劇『フクロウと子猫ちゃん』（1970年）を下敷きにしている。
彼女はオリジナルのスクリューボールコメディーにも出演している。『おかしなおかしな大追跡』（1972年）ではライアン・オニールと共演、『またまたおかしな大追跡』（1974年）ではマイケル・サラザンとそして『追憶』ではロバート・レッドフォードと共演している。彼女の2番目のアカデミー賞は、『スター誕生』（1976年）の歌「スター誕生の愛のテーマ」の作曲家として、オリジナル歌曲賞を獲得している。この賞を女性が獲得したのはこれが初めてである。1969年、俳優が資産を確保し自分で映画プロジェクトを興せるようにするため、ポール・ニューマン、シドニー・ポワチエと共に、ファーストアーティストプロダクションを興した。彼女のファーストアーティストとしての最初の出演は、『砂の塔・人妻マーガレットの場合』（1972年）となった。
1970年の『フクロウと子猫ちゃん』で彼女のトップレスのシーンがあったが、彼女はこれを後悔して全てのフィルムを買い取り、問題のシーンを削除した。ハイソサエティ誌が彼女の胸の写真のオリジナルを出版したとき、彼女は同社を告訴した（後に自身の監督作『サウス・キャロライナ』でも撮影中のアクシデントで胸が露になってしまったが、本人はそのシーンを気に入り、本編で使うことにした。しかし、関係者による試写会での反応があまりにも大きすぎたため、ストーリーの流れを止めてしまうと思い、最終的にはカットされた）。
ストライサンドは自分自身の映画を数多く製作し、1972年にバーウッドフィルムを興した。『愛のイエントル』（1983年）では、プロデューサ、監督、脚本、主演を兼任し、『サウス・キャロライナ/愛と追憶の彼方』（1991年）までこれが続く。
『愛のイエントル』はその新人離れした完成度がスティーヴン・スピルバーグやフェデリコ・フェリーニらに絶賛される一方で、作中のフェミニズム思想の強さが批判、反発を呼ぶ作品となった。ゴールデングローブ賞では6部門にノミネートし、作品賞と監督賞を受賞するが、アカデミー賞では主要なカテゴリーである最優秀作品賞、最優秀女優賞、最優秀監督賞のいずれにもノミネートすらされず、議論となった。『サウス・キャロライナ』は、最優秀映像賞を含むより多くの候補になったが、例によって最優秀監督賞の候補には漏れた。
2004年、8年間の空白を破り、コメディー『ミート・ザ・ペアレンツ2』で映画に復帰した。ここでダスティン・ホフマン、ベン・スティラーおよびロバート・デニーロと競演している。

## 受賞
ストライサンドが手がけたあらゆる媒体において、彼女は賞を取ってきた。オスカー2回、エミー賞6回、ゴールデングローブ賞11回、グラミー賞10回、トニー賞1回、ケーブルエース賞2回、アメリカ映画協会の生涯成績賞、そのほか数多くの賞を取っている。
1995年、グラミー生涯成績賞を取った。2005年、彼女の米国でのアルバム売り上げは、女性アーティストで全米トップセールス記録を達成した。
トニー賞は特別な「この10年間のスター」を表彰するものであるが、ストライサンドはオスカー、トニー、エミーとグラミーを獲得した数少ない人たちの一人である（ほかにはヘレン・ヘイズ、リタ・モレノ、ライザ・ミネリ、ウーピー・ゴールドバーグがいる）。ただし、ストライサンドのトニー賞は通常の受賞ではなく名誉受賞であるため、受賞者には含まないことがある。
2015年、大統領自由勲章を受章。

## 私生活
バーブラ・ストライサンドは2度結婚した。彼女の最初の夫は俳優のエリオット・グールドで、1963年から1971年まで結婚していた。彼らには一人息子のジェイスン・ゴールドがおり、彼も俳優になっている。1969年から1970年までカナダの政治家ピエール・トルドーと交際していた。1990年代初めにはアンドレ・アガシと交際していた。彼女の2度目の結婚相手は俳優のジェームズ・ブローリンで、1998年に再婚した。2人の結婚式の模様は克明に報道されている。彼らのあいだに子供は生まれていないが、ブローリンには以前の2回の結婚生活で授かった3人の子供たちが存在する。
米民主党の熱烈な支持者で、多額の献金者として有名。政治的発言も数多い。
2003年、カリフォルニア州の海岸線侵食を防ぐために海岸線の航空写真を記録してネットで公開しているプロジェクトに対して、マリブ海岸の自分の豪邸が写っているためプライバシーを侵害されたとして、公開差止と賠償金を求めて裁判を起こした。この裁判では結局敗訴したのみならず、かえってその豪邸の写真を見てみたいというアクセスが殺到する結果に終わった（これは後にストライサンド効果と呼ばれるようになる）。

### ポップカルチャーでの描写
バーブラ・ストライサンドの象徴的な姿は、スケッチコメディー番組『サタデー・ナイト・ライブ』のスキット「コーヒートーク」で繰り返しパロディー化されてきた。このスキットでは、マイク・マイヤーズが演じるキャラクター、リンダ・リッチマンがストライサンドを賞賛するトークショーを司会する。『ザ・コンサート』のDVDではリンダが客席から登場するシーンが収録されている。
バーブラ・ストライサンドはギャグアニメ『サウスパーク』で繰り返しネタにされた。例えば、シーズン1第10話「メカ・ストライサンドの大迷惑」では、ストライサンドが巨大ロボット怪獣に変身して世界征服を企み、シーズン2第15話「殺人金魚の事件簿」では、画面の四隅にストライサンドの顔が配置されていた。別の回では、罵倒語の一種として彼女の名前が使われる。そして、シーズン14第5話「200」の回では生まれ変わったメカ・ストライサンドのテーマ曲として「バーブラバーブラ 一番嫌いな人 バーブラバーブラ 鼻が大きい」と日本語で歌われていた。
映画『Waiting for Guffman』では、登場人物の一人がコーキーを褒めてこう言う台詞がある：
「彼は歌って監督もしてプロデュースもできるんだ。彼以外にそんなことが唯一できるのは……バーブラ・ストライサンドだ」
フランク・オズ監督、ケビン・クライン主演の映画『イン&アウト』は、バーブラ好きの男はゲイである（ゲイアイコン）、という一部の偏見をネタにした作品である。ゲイであると周囲に疑われる主人公の、ゲイっ気を示すネタの一つとしてバーブラ趣味が使われている。何とかゲイ疑惑を払拭したい主人公は、（本当は大好きな）バーブラの映画を仲間内で必死に否定してみせるのだが、調子に乗った仲間の一人が「『愛のイエントル』はクズだ」と口にしたとたん、その男に掴みかかって大喧嘩を起こす。
また、アメリカのミュージカルテレビドラマ『glee/グリー』で主人公のレイチェル・ベリーが彼女を崇拝していることでも知られている。
プロレスラーのテリー・ファンクが1983年に発売した音楽アルバム『The Great Texan』に、彼女の鼻を茶化した楽曲が収められている。

## 主な作品

### 音楽

#### アルバム・ディスコグラフィ
- I Can Get It For You Wholesale Original Broadway Cast Recording) (1962年) 全米125位
- Pins and Needles: 25th Anniversary Edition of the Musical Revue (1962年)
- 1st. The Barbra Streisand Album (1963年2月25日) 全米8位

1. Cry Me a River / クライ・ミー・ア・リバー
2. My Honey's Lovin' Arms
3. I'll Tell the Man in the Street
4. Taste of Honey
5. Who's Afraid of the Big Bad Wolf? / 狼なんか怖くない
6. Soon It's Gonna Rain / もうすぐ雨が
7. Happy Days Are Here Again / 幸せの日よ再び
8. Keepin' Out of Mischief Now
9. Much More
10. Come to the Supermarket in Old Peking / スーパーマーケットにおいで
11. Sleepin' Bee / スリーピン・ビー

※1のオリジナルはジュリー・ロンドン
- 2nd. The Second Barbra Streisand Album (1963年10月) 全米2位

1. Any Place I Hang My Hat Is Home / エニィ・プレイス・アイ・ハング・マイ・ハット・イズ・ホーム
2. Right as the Rain / ライト・アズ・ザ・レイン
3. Down With Love / ダウン・ウィズ・ラブ
4. Who Will Buy? [From the Broadway Musical Production oliver!] フー・ウィル・バイ？
5. When the Sun Comes Out
6. Gotta Move
7. My Coloring Book
8. I Don't Care Much
9. Lover, Come Back to Me / 恋人よ我に帰れ
10. I Stayed Too Long at the Fair / フー・ウィル・バイ
11. Like a Straw in the Wind / ライク・ア・ストロウ・イン・ザ・ウィンド

- 3rd. The Third Album (1964年2月) 全米5位

1. My Melancholy Baby / マイ・メレンコリィ・ベイビー
2. Just in Time
3. Taking a Chance on Love / 恋のチャンス
4. Bewitched, Bothered and Bewildered
5. Never Will I Marry
6. As Time Goes By / 時の過ぎ行くまま
7. Draw Me a Circle
8. It Had to Be You
9. Make Believe / メイク・ビリーブ
10. I Had Myself a True Love

- 『ファニー・ガール』 - Funny Girl: Original Broadway Cast Recording (1964年)

- 4th『ピープル』 - People (1964年9月) 全米1位

1. Absent Minded Me / うわの空の私
2. When in Rome (I Do as the Romans Do) / ローマにて
3. Fine and Dandy / ファイン・アンド・ダンディ
4. Supper Time / サパー・タイム
5. Will He Like Me? / 愛してくれるかしら
6. How Does the Wine Taste? / お酒の味は?
7. I'm All Smiles / アイム・オール・スマイル
8. Autumn / 秋
9. My Lord and Master / マイ・ロード・アンド・マスター
10. Love Is a Bore / 恋は退屈なもの
11. Don't Like Goodbyes / さよならはいや
12. People / ピープル

- My Name is Barbra (1965年5月) 全米2位

1. My Name Is Barbra
2. Kid Again/I'm 5
3. Jenny Rebecca
4. My Pa
5. Sweet Zoo
6. Where Is the Wonder
7. I Can See It
8. Someone to Watch over Me
9. I've Got No Strings
10. If You Were the Only Girl in the World
11. Why Did I Choose You?
12. My Man

※テレビスペシャル第一弾
- My Name is Barbra, Two... (1965年) 全米2位

- 『カラー・ミー・バーブラ』 - Color Me Barbra (1966年) 全米3位

※テレビスペシャル第二弾
- Je m'appelle Barbra (1966年) 全米5位

- Simply Streisand (1967年) 全米12位

- 『クリスマス・アルバム』 - A Christmas Album (1967年) 全米108位

1. Jingle Bells?
2. Have Yourself A Merry Little Christmas
3. The Christmas Song (Chestnuts Roasting On An Open Fire)
4. White Christmas
5. My Favorite Things
6. The Best Gift
7. Sleep In Heavenly Peace (Silent Night)
8. Gounod's Ave Maria
9. O Little Town Of Bethlehem
10. I Wonder As I Wander
11. The Lord's Prayer

- Funny Girl Soundtrack (1968年) 全米11位

- A Happening in Central Park (1968年) 全米30位

※1967年6月ニューヨークのセントラル・パークで13万5千人の大観衆の前で行われた野外コンサートの模様を記録したバーブラ初のライブ作品
- What About Today? - (1969年) 全米31位

1. What About Today?
2. Ask Yourself Why
3. Honey Pie
4. Punky's Dilemma
5. Until It's Time for You to Go
6. That's a Fine Kind O' Freedom
7. Little Tin Soldier
8. With a Little Help from My Friends
9. Alfie
10. Morning After
11. Good Night

- 『ハロー・ドーリー！』 - Hello, Dolly! Soundtrack (1969年) 全米49位

1. Prologue
2. I Put My Hand In
3. It Takes a Woman
4. Put on Your Sunday Clothes
5. Ribbons Down My Back
6. Motherhood
7. Dancing
8. Before the Parade Passes By
9. Elegance
10. Hello, Dolly!
11. It Only Takes a Moment
12. So Long Dearie
13. Finale

- Barbra Streisand Greatest Hits (1970年) 全米32位

- On a Clear Day You Can See Forever Soundtrack (1970年7月)

1. Hurry! It's Lovely Up Here!
2. Main Title. On a Clear Day (You Can See Forever)
3. Love with All the Trimmings
4. Melinda
5. Go to Sleep
6. He Isn't You
7. What Did I Have That I Don't Have?
8. Come Back to Me
9. On a Clear Day (You Can See Forever)
10. On a Clear Day (You Can See Forever) (Reprise)

- Stoney End (1971年2月) 全米10位

1. I Don't Know Where I Stand
2. Hands off the Man (Flim Flam Man)
3. If You Could Read My Mind
4. Just a Little Lovin'
5. Let Me Go
6. Stoney End
7. No Easy Way Down
8. Time and Love
9. Maybe
10. Free the People
11. I'll Be Home

※シングル6は1971年ビルボード年間43位
- Barbra Joan Streisand (1971年8月) 全米11位

1. Beautiful
2. Love
3. Where You Lead
4. I Never Meant to Hurt You
5. Medley: One Less Bell to Answer/A House Is Not a Home
6. Space Captain
7. Since I Fell for You
8. Mother
9. Summer Knows
10. I Mean to Shine
11. You've Got a Friend

- 『フォーラムのバーブラ・ストライサンド』 - Live Concert at the Forum (1972年10月) 全米19位

1. Sing/Make Your Own Kind of Music
2. Starting Here, Starting Now
3. Don't Rain on My Parade
4. Monologue
5. On a Clear Day (You Can See Forever)
6. Sweet Inspiration/Where You Lead
7. Didn't We
8. My Man
9. Stoney End
10. Sing/Happy Days Are Here Again
11. People

- Barbra Streisand...and Other Musical Instruments (1973年) 全米64位

1. Piano Practicing
2. I Got Rhythm
3. Johnny One Note/One Note Samba
4. Glad to Be Unhappy
5. People
6. Second Hand Rose
7. Don't Rain on My Parade
8. Don't Ever Leave Me
9. Monologue (Dialogue)
10. By Myself
11. Come Back to Me
12. I Never Has Seen Snow
13. Lied: Auf Dem Wasser Zu Singen
14. World Is a Concerto/Make Your Own Kind of Music
15. Sweetest Sounds

- 『追憶 (オリジナル・サウンドトラック盤)』 - The Way We Were Soundtrack (1974年1月) 全米20位

1. Way We Were 追憶
2. Red Sails in the Sunset / 夕日に赤い帆
3. Look What I've Got
4. Like Pretty / 恋人のように
5. River, Stay 'Way from My Door
6. Way We Were / 追憶
7. Katie / ケイティのテーマ
8. In the Mood / イン・ザ・ムード
9. Did You Know It Was Me? / 私だって知ってたの？
10. Remembering
11. Wrap Your Troubles in Dreams (And Dream Your Troubles Away)
12. Way We Were (Final) /（ファイナル）

※シングル1は全米1位(1974年ビルボード年間1位)
- 『追憶』 - The Way We Were (1974年1月) 全米1位

1. Being at War with Each Other / 愛
2. Something So Right / 何かがうまく
3. Best Thing You've Ever Done / ひとりになって
4. Way We Were [From The Way We Were] / 追憶
5. All in Love Is Fair / 恋
6. What Are You Doing the Rest of Your Life? / これからの人生
7. Summer Me, Winter Me / ピカソ・サマー
8. Pieces of Dreams / 美しき愛のかけら
9. I've Never Been a Woman Before / はじめて知った愛
10. My Buddy/How About Me (Medley) / メドレー:マイ・バディ~ハウ・アバウト・ミー
11. Way We Were [From The Way We Were] / 追憶(サウンドトラック・ヴァージョン)

※発売当時のタイトルはBarbra Streisand Featuring "The Way We Were" AND "All In Love Is Fair"
※シングル4は全米1位(1974年ビルボード年間1位)
- 『バタフライ』 - ButterFly (1974年10月) 全米13位

1. Love in the Afternoon / ラブ・イン・ジ・アフタヌーン
2. Guava Jelly / グァバ・ジェリー
3. Grandma's Hands / グランドマズ・ハンド
4. I Won't Last a Day Without You / 愛は夢の中に
5. Jubilation / ジュビレーション
6. Simple Man / シンプル・マン
7. Life on Mars? / ライフ・オン・マース
8. Since I Don't Have You / シンス・アイ・ドント・ハヴ・ユー
9. Crying Time / クライング・タイム
10. Let the Good Times Roll / レット・ザ・グッド・タイムズ・ロール

- 『ファニー・レディ オリジナル・サウンドトラック』 - Funny Lady Soundtrack (1975年) 全米6位

1. Blind Date
2. More Than You Know
3. It's Only a Paper Moon/I Like Him
4. It's Only a Paper Moon/I Like Her
5. I Found a Million Dollar Baby (In a Five and Ten Cent Store)
6. So Long Honey Lamb
7. I Got a Code in My Doze
8. Clap Hands! Here Comes Charlie
9. (It's Gonna Be A) Great Day
10. How Lucky Can You Get
11. Am I Blue
12. Isn't This Better
13. If I Love Again
14. Let's Here It for Me
15. Me and My Shadow
16. How Lucky Can You Get [Single Mix]

- 『まどろみの昼下がり』 - Lazy Afternoon (1975年) 全米12位

1. Lazy Afternoon / レイジー・アフタヌーン
2. My Father's Song / 父に捧げる歌
3. By the Way / バイ・ザ・ウェイ
4. Shake Me, Wake Me (When It's Over) / シェイク・ミー・ウェイク・ミー
5. I Never Had It So Good / こんな恋って初めて
6. Letters That Cross in the Mail / すれ違い
7. You and I / ユー・アンド・アイ
8. Moanin' Low / モーニン・ロウ
9. Child Is Born / 愛の贈物
10. Widescreen / ワイドスクリーン

- 『クラシカル・バーブラ』 - Classical Barbra (1976年) 全米46位

1. Beau Soir / 美しい夕暮れ
2. Brezairola ("Berceuse" from Songs of the Auvergne) / 「オーヴェルニュの歌」~こもり歌
3. Verschwiegene Liebe / ヴォルフ:語らぬ愛
4. Pavane (Vocalise) / フォーレ:パヴァーヌ
5. Après un Rêve / 夢のあとに
6. Carmina Burana/In Trutina / 「カルミナ・ブラーナ」~In Trutina
7. Rinaldo/Lascia Ch'io Pianga / 「リナルド」~Lascia Chio P Pianga
8. Mondnacht / シューマン:月夜
9. Dank Sei Dir, Herr / ヘンデル:感謝の歌
10. I Loved You / オーガーマン:アイ・ラブド・ユー

- 『スター誕生』 - A Star Is Born Soundtrack (1976年11月) 全米1位

1. Watch Closely Now / 俺を見つめているか
2. Queen Bee / クイーン・ビー
3. Everything / すべてが欲しいの
4. Last Inside Of You / 愛に迷って
5. Hellacious Acres / 悪魔の遊園地
6. Love Theme From ' A Star Is Born' (Evergreen) / スター誕生 愛のテーマ
7. The Woman In The Moon / 月に住む女
8. I Believe In Love / 愛を信じて
9. Crippled Crow / クリップルド・クロウ
10. Finale: With One More Look At You/Watch Closely Now / フィナーレ:もう一目,あなたに…~わたしを見つめていて
11. Reprise: Love Theme From A Star Is Born' (Evergreen) / スター誕生 愛のテーマ
12. Reprise: Love Theme From A Star Is Born' (Evergreen) [SPANISH version] / スター誕生 愛のテーマ(スペイン語ヴァージョン)

※1,5,9はクリス・クリストファーソンのソロ、4はストライサンドとクリストファーソンとのデュエット、12は再発売時にボーナストラックとして加えられた
※シングル6は全米1位(1977年ビルボード年間4位)
- 『ストライサンド・スーパーマン』 Streisand Superman (1977年) 全米3位

1. Superman / スーパーマン
2. Don't Believe What You Read / 噂を信じないで
3. Baby Me Baby / ベイビー・ミー・ベイビー
4. I Found You Love / 愛をみつけた私
5. Answer Me / アンサー・ミー
6. My Heart Belongs to Me / 愛は我が胸に
7. Cabin Fever / キャビン・フィーバー
8. Love Comes from Unexpected Places / 愛の予感
9. New York State of Mind / ニューヨークの想い
10. Lullaby for Myself / 私の子守唄

※6はシングル全米4位(1977年ビルボード年間60位)
- 『ソングバード』 - Songbird (1978年) 全米12位

1. Tomorrow
2. Man I Loved
3. I Don't Break Easily
4. Love Breakdown
5. You Don't Bring Me Flowers
6. Honey Can I Put on Your Clothes
7. One More Night
8. Stay Away
9. Deep in the Night
10. Songbird

※シングル5は全米1位(1979年ビルボード年間21位)
- 『グレイテスト・ヒッツ Vol.2』 - Barbra Streisand's Greatest Hits, Vol. 2 (1978年) 全米1位

- 『メーン・イベント』 - The Main Event Soundtrack (1979年6月) 全米20位

1. Main Event/Fight
2. Body Shop
3. Main Event/Fight [Short Version]
4. Copeland Meets the Coasters/Get a Job
5. Big Girls Don't Cry
6. It's Your Foot Again
7. Angry Eyes
8. I'd Clean a Fish for You
9. Main Event [Ballad]

※1と3と9のみがバーブラ・ストライサンド
※シングル1は1979年ビルボード年間35位
- 『ウェット』 - Wet (1979年) 全米7位

1. Wet / ウェット
2. Come Rain or Come Shine / カム・レイン・オア・カム・シャイン
3. Splish Splash / スプリッシュ・スプラッシュ
4. On Rainy Afternoons / 雨の午後には
5. After the Rain / アフター・ザ・レイン
6. No More Tears (Enough Is Enough) / ノー・モア・ティアーズ
7. Niagara / ナイアガラ
8. I Ain't Gonna Cry Tonight / アイ・エイント・ゴナ・クライ・トゥナイト
9. Kiss Me in the Rain / キス・ミー・イン・ザ・レイン

※シングル6は全米1位(1980年ビルボード年間38位)
- 『ギルティ』 - Guilty (1980年) 全米1位

1. Guilty / ギルティ
2. Woman in Love / ウーマン・イン・ラヴ
3. Run Wild / ラン・ワイルド
4. Promises / 恋のプロミス
5. Love Inside / ラヴ・インサイド
6. What Kind of Fool / 別離
7. Life Story / ライフ・ストーリー
8. Never Give Up / ネバー・ギブ・アップ
9. Make It Like a Memory / 想い出のように

※シングル2は全米1位(1981年ビルボード年間35位)、1は全米3位(1981年ビルボード年間29位)、6は全米10位(1981年ビルボード年間85位)
※1と6はビージーズのバリー・ギブとのデュエット
- 『メモリーズ』 - Memories (1981年11月) 全米10位

1. Memory (Theme from Cats) / メモリー
2. You Don't Bring Me Flowers / 愛のたそがれ
3. My Heart Belongs to Me / 愛はわが胸に
4. New York State of Mind / ニューヨークの想い
5. No More Tears (Enough Is Enough) / ノー・モア・ティアーズ
6. Comin' In and Out of Your Life / 愛のラストシーン
7. Evergreen (Love Theme From "A Star Is Born") [Love Theme from A Star Is / スター誕生 愛のテーマ
8. Lost Inside of You / 愛に迷って
9. Love Inside / ラブ・インサイド
10. Way We Were / 追憶

※シングル6は全米11位、1と6のみ新曲、8は新録音曲
- 『愛のイエントル』 - Yentl Soundtrack (1983年) 全米3位

1. Where Is It Written? / 真実はどこに
2. Papa, Can You Hear Me? / パパ,見守って下さい
3. This Is One Of Those Moments / 喜びのモーメント
4. No Wonder / ノー・ワンダー
5. Way He Makes Me Feel, The / 「イエントル」愛のテーマ
6. No Wonder (Part Two) / ノー・ワンダー(パート2)
7. Tomorrow Night / トゥモロー・ナイト
8. Will Someone Ever Look At Me That Way? / 熱いまなざし
9. No Matter What Happens / 愛の誓い
10. No Wonder (Reprise) / ノー・ワンダー(パート3)
11. Piece Of Sky, A / ア・ピース・オブ・スカイ
12. Way He Makes Me Feel (Studio Version), The / 「イエントル」愛のテーマ(スタジオテイク)
13. No Matter What Happens (Studio Version) / 愛の誓い(スタジオテイク)

- 『エモーション』 - Emotion (1984年10月) 全米19位

1. Emotion
2. Make No Mistake, He's Mine
3. Time Machine
4. Best I Could
5. Left in the Dark
6. Heart (Don't Change My Mind)
7. When I Dream
8. You're a Step in the Right Direction
9. Clear Sailing
10. Here We Are at Last

- 『追憶のブロードウェイ』 - The Broadway Album (1985年) 全米1位
- 『ワン・ヴォイス』 - One Voice (1987年) 全米9位
- 『ティル・アイ・ラヴド・ユー』 - Till I Loved You (1988年) 全米10位
- 『愛のコレクション（グレイテスト・ヒッツ）』 - A Collection: Greatest Hits.. and More (1989年) 全米26位
- 『ジャスト・フォー・ザ・レコード』 - Just for the Record (1991年) 全米38位 4枚組BOXセット
- The Prince of Tides Soundtrack (1991年)
- 『ジャスト・フォー・ザ・レコード・ハイライト』 - Highlights from Just for the Record (1992年)
- 『バック・トゥ・ブロードウェイ』 -  Back to Broadway (1993年) 全米1位
- 『ザ・コンサート』 - The Concert (1994年) 全米10位
- 『ザ・コンサート・ハイライト』 - The Concert: Highlights (1995年) 全米81位
- The Mirror Has Two Faces Soundtrack (1996年)
- 『ハイアー・グラウンド』 - Higher Ground (1997年) 全米1位
- 『ア・ラヴ・ライク・アワズ』 - A Love Like Ours (1999年) 全米6位

- 『タイムレス～ライヴ・イン・コンサート』 - Timeless: Live in Concert (2000年) 全米21位

Disc 1: /
1. Opening/You'll Never Know
2. Something's Coming (with Lauren Frost)
3. The Way We Were
4. Shirley Maclaine Y1K (dialogue)
5. Cry Me A River
6. Lover, Come Back To Me
7. A Sleepin' Bee
8. Miss Marmelstein
9. I'm The Greatest Star/Second Hand Rose/Don't Rain On My Parade
10. Something Wonderful/Being Alive
11. As Time Goes By/Speak Low
12. Alfie
13. Evergreen
14. Dialogue (Father, Part #1)
15. Papa Can You Hear Me?/You'll Never Know (with Lauren Frost)
16. A Piece Of Sky (with Lauren Frost)

Disc 2: /
1. Entr'acte
2. Putting It Together
3. On A Clear Day (You Can See Forever)
4. Send In The Clowns
5. Happy Days Are Here Again
6. Sing (with Jason Gould)
7. Technology (Dialogue)
8. The Clicker Blues
9. Simple Pleasures
10. The Main Event/Fight
11. Dialogue (Father, Part #2)
12. I've Dreamed Of You
13. At The Same Time
14. Auld Lang Syne (Ballad)
15. Dialogue (Barbra and Brother Time)
16. People
17. New Year's Eve/Auld Lang Syne (Celebration)
18. Everytime You Hear Auld Lang Syne (Barbra/Audience)
19. Happy Days Are Here Again
20. Don't Like Goodbyes
21. I Believe/Somewhere (with Lauren Frost)

※5枚目のライヴ・アルバム
- 『クリスマス・メモリーズ』 - Christmas Memories (2001年) 全米15位

1. I'll Be Home For Christmas
2. A Christmas Love Song
3. What Are You Doing New Year's Eve?
4. I Remember
5. Snowbound
6. It Must Have Been The Mistletoe
7. Christmas Lullaby
8. Christmas Mem'ries
9. Grown-Up Christmas List
10. Ave Maria
11. Closer
12. One God

※2枚目のクリスマス・アルバム
- 『ジ・エッセンシャル・バーブラ・ストライサンド』 - Essential Collection (2002年)

Disc 1: /
1. A Sleepin' Bee
2. Cry Me A River
3. I Stayed Too Long At The Fair
4. Lover, Come Back To Me
5. People
6. My Man
7. Second Hand Rose
8. He Touched Me
9. Don't Rain On My Parade
10. Happy Days Are Here Again (Live From Central Park)
11. On A Clear Day (You Can See Forever)
12. Stoney End
13. Since I Fell For You
14. What Are You Doing The Rest Of Your Life?
15. The Way We Were
16. All In Love Is Fair
17. Lazy Afternoon
18. Evergreen (Love Theme From "A Star Is Born")
19. My Heart Belongs To Me
20. You Don't Bring Me Flowers (Duet with Neil Diamond)
21. The Main Event/Fight
22. No More Tears (Duet with Donna Summer)

Disc 2: /
1. Woman In Love
2. Guilty (Duet with Barry Gibb)
3. Comin' In And Out Of Your Life
4. Memory
5. Papa, Can You Hear Me?
6. A Piece Of Sky
7. Putting It Together
8. Not While I'm Around
9. Send In The Clowns
10. Somewhere
11. All I Ask Of You
12. Children Will Listen
13. As If We Never Said Goodbye
14. I Finally Found Someone (Duet with Bryan Adams)
15. Tell Him (Duet with Celine Dion)
16. I've Dreamed Of You
17. Someday My Prince Will Come (New 2001 Studio Version)
18. You'll Never Walk Alone (New 2001 Studio Version)

※ベスト・アルバム。17,18は新録音
- 『デュエット』 Duets (2002年) 全米38位

1. I Won't Be The One To Let Go (with Barry Manilow)
2. Guilty (with barry Gibb)
3. You Don't Bring Me Flowers (with Neil Diamond)
4. I Finally Found Someone (with Bryan Adams)
5. Cryin' Time (with Ray Charles)
6. I've Got A Crush On You (with Frank Sinatra)
7. Tell Him (with Celine Dion)
8. No More Tears (Enough Is Enough)(with Donna Summer)
9. What Kind Of Fool (with Barry Gibb)
10. I Have A Love/One Hand, One Heart (with Johnny Mathis)
11. One Less Bell To Answer/A House Is Not A Home
12. Lost Inside Of You (with Kris Kristofferson)
13. Till I Loved You (with Don Johnson)
14. Make No Mistake, He's Mine (with Kim Carnes)
15. If You Ever Leave Me (with Vince Gill)
16. The Music of the Night (with Michael Crawford)
17. Ding-Dong! The Witch Is Dead (with Harold Arlen)
18. Get Happy/Happy Days Are Here Again (with Judy Garland)
19. All I Know Of Love (with Josh Groban)

※過去のデュエット曲を集めたコンピレーション・アルバム。1と19は新録音
- 『ムーヴィー・アルバム』 - The Movie Album (2003年) 全米5位

1. Smile (モダン・タイムス)
2. Moon River (ティファニーで朝食を)
3. I'm In The Mood For Love (夜毎八時に)
4. Wild Is The Wind (野性の息吹き)
5. Emily (卑怯者の勲章)
6. More In Love With You (黙示録の四騎士(1962年版))
7. How Do You Keep The Music Playing? (結婚しない族)
8. But Beautiful (南米珍道中)
9. Calling You (バグダッド・カフェ)
10. The Second Time Around (High Time)
11. Goodbye For Now (レッズ)
12. You're Gonna Hear From Me (サンセット物語)

※映画主題歌集。(…)内は映画タイトル
- 『ギルティ・プレジャーズ』 - Guilty Pleasures (2005年) 全米5位

1. Come Tomorrow (Duet With Barry Gibb)
2. Stranger In A Strange Land
3. Hideaway
4. It's Up To You
5. Night Of My Life
6. Above The Law (Duet with Barry Gibb)
7. Without Your Love
8. All The Children
9. Golden Dawn
10. (Our Love) Don't Throw It All Away
11. Letting Go

- 『ライヴ・イン・コンサート2006年』 - Live in Concert 2006 (2007年) 全米7位

Disc 1: /
1. ファニー・ガール・ブロードウェイ序曲
2. スターティング・ヒア、スターティング・ナウ
3. オープニング・リマークス
4. ダウン・ウィズ・ラヴ
5. 追憶
6. ソングライティング(会話)
7. 初めての歌
8. エヴァーグリーン～「スター誕生」の愛のテーマ with イル・ディーヴォ
9. 降っても晴れても
10. ファニー・ガール(会話)
11. ファニー・ガール
12. ザ・ミュージック・ザット・メイクス・ミー・ダンス
13. マイ・マン
14. ピープル(会話)
15. ピープル

Disc 2: /
1. 間奏曲
2. ミュージック・オブ・ザ・ナイト with イル・ディーヴォ
3. ジェイソンのテーマ
4. 心して教えなさい/子供たちは聞いてますよ
5. アンユージュアル・ウェイ
6. これからの人生
7. ハッピー・デイズ・アー・ヒア・アゲイン
8. いま新しい出発を
9. ウィリアム・サローヤン(会話)
10. ザ・タイム・オブ・ユア・ライフ
11. やぶにらみの楽天家
12. サムホエア(会話)
13. サムホエア with イル・ディーヴォ
14. マイ・シャイニング・アワー
15. パレードに雨を降らせないで (リプリーズ)
16. スマイル

※6枚目のライヴ・アルバム
- 『ラヴ・イズ・ジ・アンサー』 - Love Is The Answer (2009年11月25日) 全米1位

Disc 1: ジョニー・マンデルのアレンジによるオーケストラとの共演/
1. ヒアズ・トゥ・ライフ
2. イン・ザ・ウィー・スモール・アワーズ・オブ・ザ・モーニング
3. ジェントル・レイン
4. 行かないで
5. スプリング・キャン・リアリー・ハング・ユー・アップ・ザ・モスト
6. メイク・サムワン・ハッピー
7. ホエア・ドゥ・ユー・スタート?
8. ア・タイム・フォー・ラヴ
9. ヒアズ・ザット・レイニー・デイ
10. ラヴ・ダンス
11. 煙が目にしみる
12. サム・アザー・タイム(「オン・ザ・タウン」より)
13. ユー・マスト・ビリーヴ・イン・スプリング(ボーナス・トラック)

Disc 2: ダイアナ・クラール・カルテットとの共演/
1～12. Disc 1と同じ

#### 代表曲
- 「ピープル」 - "People" (1964年)
- 「ストーニー・エンド」- "Stoney End" (1971年)
- 「追憶」 - "The Way We Were" (1974年)
- 「スター誕生 愛のテーマ」"Love Theme from 'A Star is Born'(Evergreen)" (1977年)
- 「愛のたそがれ」- "You Don't Bring Me Flowers" (ニール・ダイアモンドとのデュエット、1978年)
- 「ノー・モア・ティアーズ」 - "No More Tears (Enough is Enough)" (ドナ・サマーとのデュエット、1979年)
- 「ウーマン・イン・ラヴ」- "Woman in Love" (1980年)
- 「ギルティ」"Guilty" (バリー・ギブとのデュエット、1981年)
- 愛を伝えて〜Tell Him - セリーヌ・ディオンのデュエット曲。デイヴィッド・フォスター作。
- en:I Finally Found Someone - ブライアン・アダムスとのヂュエット。

### 映画出演
| 公開年 | 邦題 原題                                                          | 役名                     | 備考                                                                        |
| ------ | ------------------------------------------------------------------ | ------------------------ | --------------------------------------------------------------------------- |
| 1968   | ファニー・ガール Funny Girl                                        | ファニー・ブライス       | アカデミー主演女優賞 受賞 ゴールデングローブ賞 主演女優賞 受賞              |
| 1969   | ハロー・ドーリー! Hello, Dolly!                                    | ドリー・レヴィ           |                                                                             |
| 1970   | 晴れた日に永遠が見える On a Clear Day You Can See Forever          | デイジー・ギャンブル     |                                                                             |
| 1970   | フクロウと子猫ちゃん The Owl and the Pussycat                      | ドリス                   |                                                                             |
| 1972   | おかしなおかしな大追跡 What's Up, Doc?                             | ジュディ・マックスウェル |                                                                             |
| 1972   | 砂の城・人妻マーガレットの場合 Up the Sandbox                      | マーガレット・レイノルズ |                                                                             |
| 1973   | 追憶 The Way We Were                                               | ケイティ                 |                                                                             |
| 1974   | またまたおかしな大追跡 For Pete's Sake                             | ヘンリエッタ・ロビンズ   |                                                                             |
| 1975   | ファニー・レディ Funny Lady                                        | ファニー・ブライス       |                                                                             |
| 1976   | スター誕生 A Star Is Born                                          | エスター・ホフマン       | 製作総指揮も兼任 アカデミー歌曲賞 受賞 ゴールデングローブ賞 主演女優賞 受賞 |
| 1979   | メーン・イベント The Main Event                                    | ヒラリー・クレイマー     | 製作も兼任                                                                  |
| 1981   | 恋のドラッグストア・ナイト All Night Long                          | シェリル・ギボンズ       |                                                                             |
| 1983   | 愛のイエントル Yentl                                               | イエントル               | 監督デビュー作・製作・脚本も兼任 ゴールデングローブ賞監督賞 受賞            |
| 1987   | ナッツ Nuts                                                        | クラウディア・ドレイパー | 製作・音楽も兼任                                                            |
| 1991   | サウス・キャロライナ/愛と追憶の彼方 The Prince of Tides            | スーザン                 | 監督・製作も兼任                                                            |
| 1996   | マンハッタン・ラプソディ The Mirror Has Two Faces                  | ローズ・モーガン         | 監督・製作も兼任                                                            |
| 2004   | ミート・ザ・ペアレンツ2 Meet the Fockers                           | ロズ・フォッカー         |                                                                             |
| 2010   | ミート・ザ・ペアレンツ3 Little Fockers                             | ロズ・フォッカー         |                                                                             |
| 2012   | 人生はノー・リターン 〜僕とオカン、涙の3000マイル〜 The Guilt Trip | ジョイス・ブリュースター | 製作総指揮も兼任                                                            |

## 参考資料
1. ↑  “Barbra Streisand Archives | Childhood, Brooklyn, 1942, Diana Kind”.   Barbra-archives.com. 2013年12月4日閲覧。
2. ↑  Recording Industry Association of America: Newsletter 1999
3. ↑  “スピルバーグ監督に文民最高位の「大統領自由勲章」”.  日刊スポーツ (2015年11月17日). 2015年11月17日閲覧。
4. ↑  Tierney, Ben (1970年1月30日). “Pierre Shy But Barbra Loved It”. Calgary Herald 2013年2月1日閲覧. "Miss Streisand arrived in Ottawa Wednesday night...and attended a performance of the Royal Winnipeg Ballet Company, in capital's [sic] posh National Arts Centre, with the prime minister. The outing, their third together, was enough, said a local newspaper, to ‘set Ottawa buzzing with romantic speculation.’"
5. ↑  Klassen, Nicholas (2012年9月27日). “Longing for a Suave Prime Minister”.   Ballast. 2012年9月27日閲覧。
6. ↑  “Barbra—Act 2”. Ottawa Citizen. (1970年6月8日) 2013年2月1日閲覧。
7. ↑  Agassi, Andre (2009), Open: An Autobiography, Vintage 2014年7月27日閲覧。
8. ↑  Schindehette, Susan (1998年7月20日). “The Way They Were”. People. 2012年9月13日閲覧。
9. ↑  Streisand v. Adelman, et al., in California Superior Court; Case SC077257
10. ↑  Adelman, Kenneth (2007年5月13日). “Barbra Streisand Sues to Suppress Free Speech Protection for Widely Acclaimed Website”.   California Coastal Records Project. 2008年4月7日時点のオリジナルよりアーカイブ。2008年4月8日閲覧。
11. ↑  "Streisand's Lawsuit to Silence Coastal Website Dismissed" (Press release). Mindfully.org. 3 December 2003. 2008年4月17日時点のオリジナルよりアーカイブ。2008年4月8日閲覧。